# Kranichfeld
Kranichfeld é uma cidade da Alemanha localizada no distrito de Weimarer Land, estado da Turíngia.
A cidade de Kranichfeld é membro e sede do Verwaltungsgemeinschaft (plural: Verwaltungsgemeinschaften - português: corporações ou corpos administrativos centrais) de Kranichfeld